# Hoplophorella pergrata
Hoplophorella pergrata är en kvalsterart som först beskrevs av Wojciech Niedbała 1998.  Hoplophorella pergrata ingår i släktet Hoplophorella och familjen Phthiracaridae. Inga underarter finns listade i Catalogue of Life.